# Les 30×40
 (janvier 2024).
Si vous disposez d'ouvrages ou d'articles de référence ou si vous connaissez des sites web de qualité traitant du thème abordé ici, merci de compléter l'article en donnant les références utiles à sa vérifiabilité et en les liant à la section « Notes et références ».

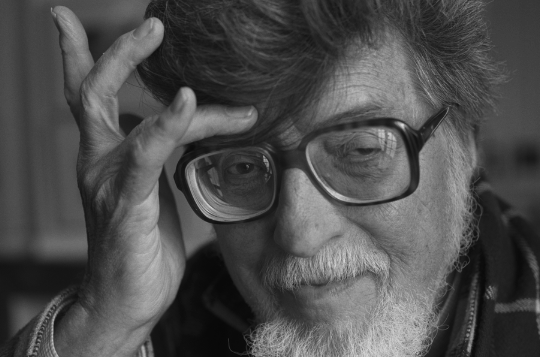
Roger Doloy (en 1997).

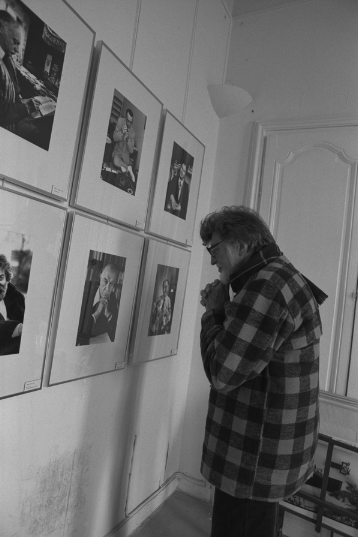
Roger Doloy à une exposition de portraits photographiques (en 1997).

Les 30×40 ou Le Club photographique de Paris est un club de photographie créé à Paris le 22 février 1951 par Roger Doloy qui en était le président. 
Le vice-président en était Jean-Claude Gautrand, photographe et auteur ; le président d'honneur Jean-Pierre Sudre, photographe professionnel.
Il éditait des cahiers bimensuels, jeune photographie, qui suppléaient à l'absence de photographie (c'était une publication ronéotypée 21×27) par la qualité des textes.
Le club organisait régulièrement des expositions dans le lobby du Studio 28, un cinéma situé au 28, rue Tholozé à Paris.
Il comptait six prix Niépce parmi ses membres : Jean Dieuzaide, Robert Doisneau, Jean-Pierre Ducatez, Léon Herschtritt, Jean-Louis Swiners et Patrick Zachmann.
Le club a été dissout en 1998.

## Historique
Le nom du club, « Les 30×40 », provenait des dimensions minimales en centimètres des tirages admis à la discussion et à l'exposition. Il se réunissait tous les jeudis dans les salons du Club alpin, 10 rue La Boétie, 75008 Paris, puis à la Maison pour Tous (rue Mouffetard) et au Centre international de séjour de Paris. 
Après une discussion sur les expositions photographiques (voire artistiques), les membres du club suivi de leurs invités présentaient leurs travaux et recevaient une critique toujours stimulante en particulier de la part de Daniel Masclet, vieux photographe chevronné, présent à toutes les séances et assis dans  « son » fauteuil, au premier rang. 
La réputation du club était telle qu'il recevait les grands photographes américains, européens ou autres, de passage à Paris. Rares étaient les semaines où la photographie étrangère et internationale n'était pas au rendez-vous du jeudi.
Ces réunions et les expositions organisées par des membres du club ont été à l'origine de la vocation de certains photographes professionnels[réf. nécessaire].

## Quelques membres
- Pierre-Jean Amar
- Christiane Barrier
- John Batho[3]
- Jean-Philippe Charbonnier
- Arnaud Claass
- Alain Cognard
- Jean Dieuzaide
- Robert Doisneau
- Jean-Pierre Ducatez
- Agathe Gaillard
- Jean-Claude Gautrand
- Léon Herschtritt
- Bernard Just
- Michel Kempf
- Guy Le Querrec
- Daniel Lebée
- Jean-Claude Lemagny
- Daniel Masclet
- Jean-Jacques Meusy
- Bernard Perrine[4]
- Willy Ronis
- Louis-Victor Emmanuel Sougez
- Jean-Pierre Sudre (président d'honneur)
- Jean-Louis Swiners
- Patrick Taberna
- Michel Thersiquel
- Yvette Troispoux[5]
- Raoul Vaslin
- Alexandre Vitkine
- Patrick Zachmann
- Xavier Zimbardo